# ICA (entreprise)
Pour les articles homonymes, voir ICA.
ICA AB (nom complet en suédois : Inköpscentralernas aktiebolag, litt. « Corporation des centres d'achat ») est une société suédoise du secteur de la grande distribution créée en 1938.

## Histoire

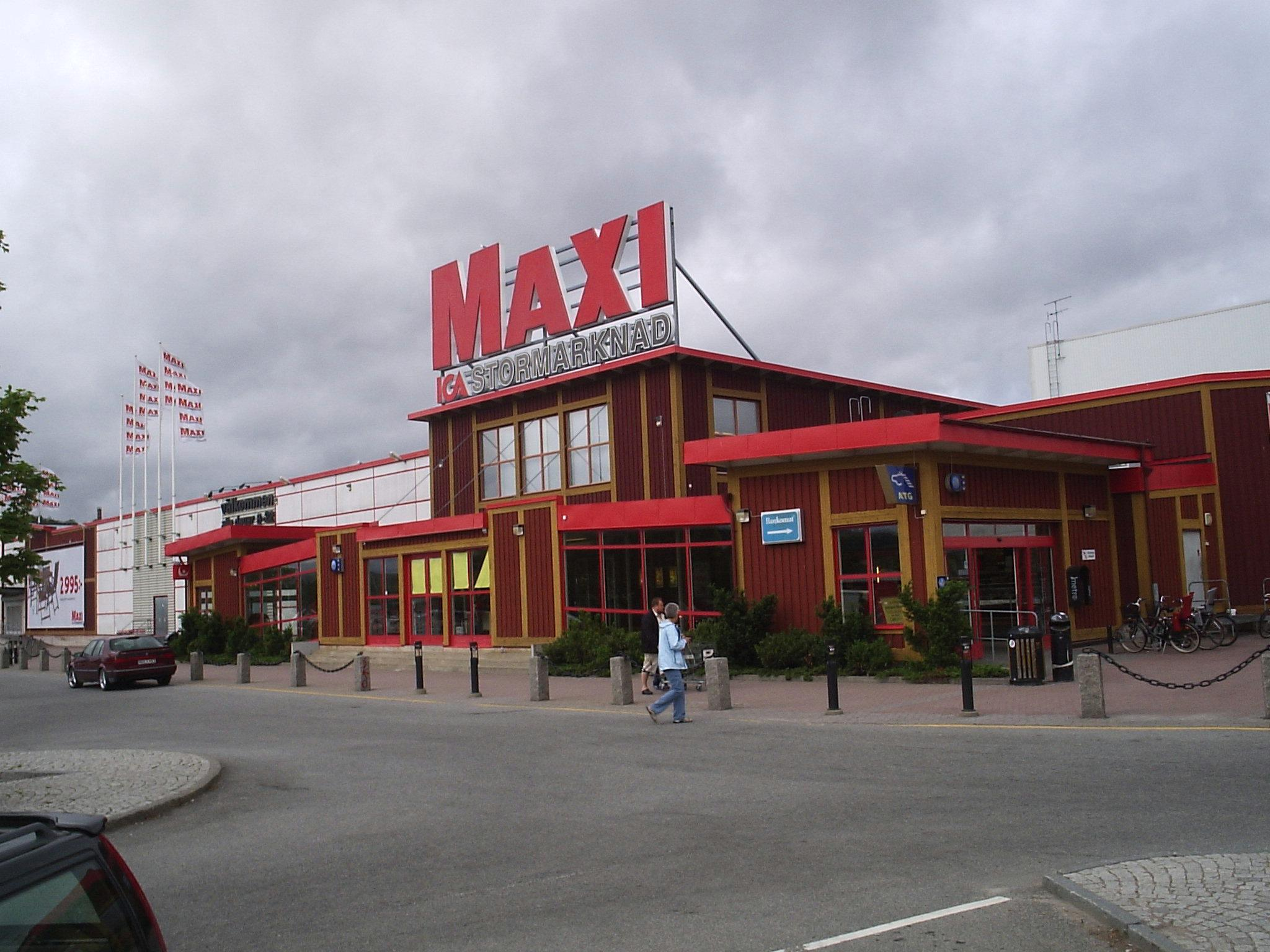
Un hypermarché ICA Maxi.

En 2000, Ahold acquiert 50 % de l'ICA, puis acquiert une participation de 10 % de plus en 2004. En 2013, Ahold vend l'ensemble de sa participation à Hakon pour 3,1 milliards de dollars,.

## Activités
La société ICA AB comprend les enseignes suivantes :
- ICA Supermarket (Suède), ICA Supermarked (Norvège) : supermarchés
- ICA Nära (Suède), ICA Nær (Norvège) : magasins de proximité
- ICA Kvantum (Suède) : grands supermarchés
- ICA Maxi (Suède, anciennement en Norvège) : hypermarchés
- Rimi (Norvège, Estonie, Lettonie, Lituanie)